# Metropolia ałtajska
Metropolia ałtajska – jedna z metropolii Rosyjskiego Kościoła Prawosławnego, z siedzibą w Barnaule.
Utworzona 5 maja 2015 postanowieniem Świętego Synodu. Obejmuje terytorium Kraju Ałtajskiego.
W skład metropolii wchodzą cztery eparchie: barnaułska, bijska, rubcowska i sławgorodzka.
Zwierzchnikiem administratury jest metropolita barnaułski i ałtajski Sergiusz (Iwannikow).